# Eremias persica
Espèce
Synonymes
- Eremias nigrolateralis Rastegar-Pouyani & Nilson, 1998

Eremias persica est une espèce de sauriens de la famille des Lacertidae.

## Répartition
Cette espèce se rencontre en Iran, dans le sud du Turkménistan, en Afghanistan et dans le nord-ouest du Pakistan.

## Étymologie
Son nom d'espèce lui a été donné en référence au lieu de sa découverte, la Perse, l'ancien nom de l'Iran.

## Publication originale
- Blanford, 1874 : Descriptions of new Reptilia and Amphibia from Persia and Baluchistán. Annals and magazine of natural history, ser. 4, vol. 14, p. 31-35 (texte intégral).